# Kaplica św. Antoniego z Padwy w Růžencu
Kaplica św. Antoniego z Padwy w Růžencu – nieistniejąca obecnie kaplica wybudowana w dawnej osadzie Růženec.

## Historia
Kaplica powstała na początku XIX wieku kilka lat po odwiedzinach cesarza Józefa II Habsburga wraz z Johannem Wolfgangiem Goethe, które miejsce miały w ostatnich latach XVIII w. Znajdowała się wtedy około 2 km od kościoła w Orłowcu. Po II wojnie światowej mieszkająca tam wtedy ludność niemiecka wysiedliła się zostawiając w osadzie jedną rodzinę, która wyprowadziła się w 1949 roku pozostawiając wioskę opuszczoną. Z czasem budynki w osadzie były wyburzane, a do kaplicy odbywały się coroczne pielgrzymki 13 czerwca. Nie spodobało się to komunistycznym władzom, przez co kaplica podzieliła losy osady zostając wyburzona.